# Cochlospermaceae
Classification APG II (2003)
Famille
Classification APG III (2009)
Genres de rang inférieur
- Amoreuxia
- Cochlospermum

La famille des Cochlospermacées regroupe des plantes dicotylédones ; elle comprend une vingtaine d'espèces réparties en 2 genres :
- Amoreuxia (en)
- Cochlospermum (en).

Ce sont des petits arbres ou des arbustes, à sève colorée, certains adaptés aux zones arides, largement répandus dans les régions tropicales du sud-ouest des États-Unis, d'Amérique Centrale, Curaçao, Colombie et Pérou pour Amoreuxia et d'Amérique latine, Afrique, Indes et Australie pour Cochlospermum.

## Étymologie
Le nom vient du genre Cochlospermum, qui vient du latin cochlo-, lui-même issu du grec κοχλοσ / kochlos, « mollusque à coquille spiralée », et sperma, semence, en référence à l'embryon enroulé.

## Classification
La classification classique de Cronquist (1981) inclut cette famille dans celle des Bixacées.
La classification phylogénétique APG II (2003) situe cette famille dans l'ordre des Malvales. Cette famille y est optionnelle et, alternativement, cette espèce peut être incluse dans les Bixacées.
En classification phylogénétique APG III (2009) cette famille est invalide et ses genres sont incorporés dans la famille des Bixaceae.